# 제8회 세자르상
제8회 세자르상의 시상식에 관한 내용이다.
세자르영화제를 주최하는 단체(Académie des Arts et Techniques du Cinéma)가 주최한 제8회 세자르상 시상식은 1982년 최고의 프랑스 영화에 경의를 표하며 1983년 2월 26일 파리의 르 그랑 렉스에서 열렸다. 행사는 까뜨린느 드뇌브가 의장을 맡고 장 클로드 브리알리가 사회를 맡았다. 영화 La Balance가 최우수 영화상을 수상했다.

## 수상 및 후보

### 작품상
- 밥 스웨임 수상

## 같이 보기
- 제55회 아카데미상
- 제36회 영국 아카데미 영화상